# 긴꼬리두나트
긴꼬리두나트(Sminthopsis griseoventer)는 주머니고양이과에 속하는 유대류의 일종이다. 오스트레일리아에 서식하는 두나트로 작은긴꼬리두나트처럼 몸보다 긴 꼬리를 갖고 있다. 주둥이부터 꼬리까지 몸길이가 260~306mm로 대형 두나트의 하나이며, 머리부터 항문까지 몸길이는 80~96mm이고 꼬리는 180~210mm이다. 뒷발 크기는 18mm, 귀 길이는 21mm 몸무게는 15~20g이다.

## 분포 및 서식지
웨스턴오스트레일리아 주에서 필바라와 동부 해안부터 북동부 금광지와 기브슨 사막(영 산맥)까지 남쪽으로 눌라보 평원, 노던 준주 중부 지역 그리고 사우스오스트레일리아주 서부까지 분포한다. 서식지는 아카시아와 바위 경사면과 수림 지대 풀, 관목 그리고 앞이 트인 키 큰 관목 지대와 삼림 지대를 포함하고 있다.

## 습성 및 번식
야행성 동물로 뛰는 데 큰 능력 갖고 있다. 10월부터 11월 사이에, 나무 아래에 구멍을 따을 파고 풀을 깐 둥지에서 번식을 한다. 최대 6마리의 새끼를 낳는다. 지역적으로 멸종위기종으로 간주하지만, 국제 자연 보전 연맹(IUCN)은 관심대상종으로 분류하고 있다.

## 먹이
개미와 딱정벌레 그리고 지네와 같은 무척추동물을 먹이로 먹는다.